# Ortenburger Adelsverschwörung
Die sogenannte Ortenburger Adelsverschwörung, auch Bayerische Adelsverschwörung genannt, war 1563 und 1564 ein Konflikt um die Glaubensfrage im Herzogtum Bayern. Die Landstände versuchten darin, neben der katholischen Lehre friedlich den Protestantismus einzuführen. Der schärfste Widersacher des bayerischen Herzogs Albrecht V. war Graf Joachim von Ortenburg, der bald der politische Führer der protestantischen Bewegung in Bayern wurde.

## Vorgeschichte

### Entwicklung des Protestantismus in Bayern bis 1563
Zu Beginn waren die Anhänger der evangelischen Lehre vor allem in den städtischen Unterschichten zu finden und auch in Teilen der Landbevölkerung. Im Laufe der Zeit jedoch entwickelte sich der evangelische Glaube in der Mittel- und Oberschicht, bald auch im Adel.
Zum Aufschwung der lutherischen Lehren trugen einerseits der Abschluss des Passauer Vertrags und andererseits die Einführung der Reformation in den Reichsstädten Augsburg und Regensburg im Jahre 1552 und ein Jahr später in Pfalz-Neuburg bei. Des Weiteren führten die reichsständischen Enklaven Hohenwaldeck-Miesbach (1553) und Haag (1559) die Reformation ein. Mit der Einführung der Reformation in der Grafschaft Ortenburg im Jahre 1563 eskalierte die Situation allerdings. Damit hatte das Selbstbewusstsein des bayerischen Adels seinen Höhepunkt erreicht, eine Machtprobe mit dem Herzog schien unausweichlich.

### Graf Joachim von Ortenburg

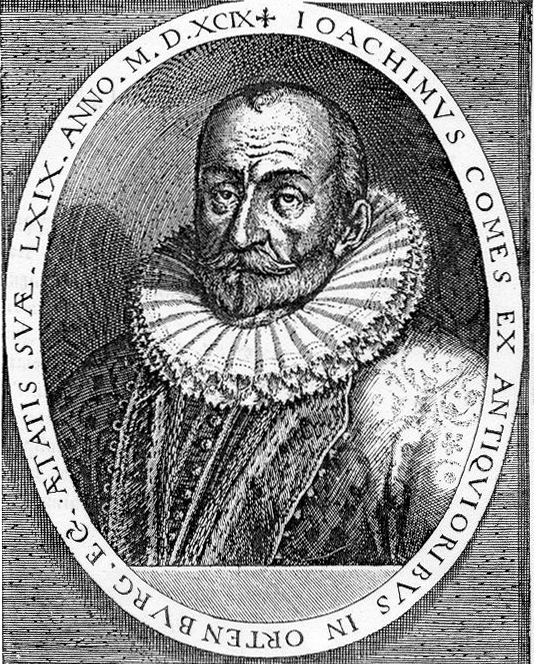
Reichsgraf Joachim von Ortenburg (* 1530, † 1600) galt als eine der gebildetsten und einflussreichsten Persönlichkeiten seiner Zeit.

Graf Joachim hatte bereits in jungen Lebensjahren Kontakt mit der lutherischen Lehre. Im Jahre 1557 bekannte er sich erstmals öffentlich zum lutherischen Glauben, schon seine Eltern Graf Christoph und Anna Freiin von Firmian hatten bereits im Jahre 1538 den Glauben gewechselt. So wuchs er mit dem Protestantismus auf und wurde bald ein Verfechter dieser Lehre. Dank seiner universitären Ausbildung und seinen politischen Kontakten zum römisch-deutschen König Ferdinand I. und zum Kaiser Karl V., dessen Geheimrat er 1551 wurde, war er ein starker politischer Gegner Herzog Albrechts V. von Bayern.
Als er bereits zwei Jahre amtierender Graf von Ortenburg war, setzte er sich 1553 erstmals öffentlich für Beschwerden wegen kirchlicher Missbräuche ein. Ebenso machte sich Joachim für die protestantische Seite auf dem Reichstage zu Augsburg im Jahre 1555 stark. Dort entstand der Augsburger Religionsfrieden.
Ein Jahr später, auf dem Landtag zu München, setzte sich Joachim an die Spitze einiger ländlichen Stände im Herzogtum Bayern und bat um die Erlaubnis, das Abendmahl in Gottesdiensten in beiderlei Gestalt (Brot und Wein) spenden zu lassen. Dies wurde jedoch abgelehnt und führte zu großer Empörung unter den bayerischen Bischöfen. Joachim blieb dennoch brieflich in Kontakt mit seinen politischen Mitstreitern.

## Die Verschwörung
Im Jahre 1563 fand in Ingolstadt der bayerische Landtag statt. Dort wurde erneut über die Gleichstellung des Abendmahls diskutiert. Der bayerische Herzog Albrecht V. war jedoch nicht dazu bereit, in seinem Herrschaftsraum neben dem Katholizismus noch eine weitere Glaubensrichtung zu dulden. Joachim, der wie weitere 50 Landesfürsten und -familien weiterhin darauf bestand, zog sich dabei Albrechts Zorn zu. Der Herzog, ein tiefgläubiger Katholik, wollte eine solche Entscheidung, welche weitreichende Folgen haben würde, nicht ohne die Entscheidung eines päpstlichen Konzils treffen. So blieb er bei seiner Entscheidung und einige Landesfürsten gaben ihre Forderungen nach dem Landtag auf. Trotzdem versuchte Joachim im Nachhinein, mit den Landesfürsten in brieflichem Kontakt zu bleiben und sie weiter zu ermuntern.
Ein Geheimbericht über die sogenannten Konfessionisten wurde im Auftrag des Herzogs erstellt. Darin wurde der Verdacht einer weitreichenden Verschwörung geschürt, welche im Zusammenwirken mit ausländischen Kräften den gewaltsamen Umsturz der politischen und kirchlichen Ordnung in Bayern anstrebe.
Tief gekränkt zog Joachim zur Königskrönungsfeier des späteren Kaisers Maximilian II. Auf der Reise von der Zeremonie nach Hause in seine Grafschaft nützte er die Zeit, sich seinen Gedanken zu widmen. Er erkannte, dass weder der Herzog noch die meisten Landesfürsten gewillt waren, die Augsburger Konfession ganz einzuführen. So fasste er den Entschluss, in seiner reichsfreien Grafschaft die Reformation einzuführen. Am 17. Oktober 1563 ließ Joachim durch Johann Friedrich Coelestin den ersten öffentlichen evangelischen Gottesdienst abhalten und führte in Ortenburg, gestützt auf den Augsburger Reichs- und Religionsfrieden aus dem Jahre 1555, offiziell den lutherischen Glauben ein.
Auch wenn die Ortenburger Grafschaft nur 2000 Einwohner auf einer Fläche von gerade einmal 1½ Quadratmeilen vereinte, war dies ein außergewöhnlicher Schritt. Denn die Ortenburger Grafen waren nicht nur der angesehenste und einflussreichste Reichsstand im Herzogtum Bayern, sondern auch die zentrale Lage der Grafschaft, im Herzen des katholischen süddeutschen Raumes, zeigt das mögliche Konfliktpotential in dieser Entscheidung. Nach der Einführung des Protestantismus in Ortenburg strömten bereits nach kurzer Zeit Scharen von Menschen in den Ort, nur um den neuen Glauben gepredigt zu hören. Schon bald fand der Protestantismus in der Region neue Anhänger, etwa in Aidenbach und in Passau. Einige bayerische Protestanten zogen sogar nach Ortenburg um.
Herzog Albrecht konnte dies nicht zulassen. Er fürchtete, dass ihm einerseits ein Glaubenskonflikt im niederbayerischen Raum drohte, und andererseits, dass seine Untertanen vermehrt nach Ortenburg auswanderten. Er versuchte somit vehement die kleine Grafschaft dem Herzogtum einzuverleiben und die Reformation zu unterdrücken. So förderte er einen Gerichtsprozess aus dem Jahre 1549, indem die Reichsunmittelbarkeit Ortenburgs angefochten wurde. Da diese Maßnahme jedoch lange dauerte (und 1573 endgültig scheiterte), musste Albrecht direkt in die niederbayerische Situation eingreifen. So bezog sich Herzog Albrecht auf ein sogenanntes Öffnungsrecht der Ortenburger Schlösser Alt- und Neu-Ortenburg, welches aus dem Jahre 1391 stammte und unter Erpressung der damaligen Grafen Georg I. und Etzel entstanden war. Joachim sah darin jedoch keinen Grund die Gottesdienste einzustellen. Daraufhin ließ der Herzog die beiden evangelischen Pfarrer in Ortenburg verhaften und des Landes verweisen. Dazu hatte er jedoch trotz des Öffnungsrechts keine Legitimation, da Ortenburg Reichslehen und unabhängig von Bayern war. Graf Joachim beschwerte sich deswegen bei Kaiser Ferdinand I. und König Maximilian I. und klagte vor dem Reichskammergericht. Herzog Albrecht forderte Joachim dennoch weiterhin auf, die evangelischen Gottesdienste einzustellen.
Der Graf folgte ihm jedoch nicht. Albrecht V. sperrte daraufhin 1564 alle Zugänge zur Grafschaft mit seinen Soldaten ab. Alle bayerischen Untertanen, welche nach Ortenburg hinein wollten bzw. welche aus Ortenburg kamen, wurden daran gehindert, in die Grafschaft zu gelangen. Des Weiteren zog Albrecht im Mai alle Ortenburger Lehen auf bayerischem Grund ein. Diese waren somit von all ihren Einkommensquellen abgeschnitten. Ebenso ließ er alle Besitztümer öffnen und beschlagnahmen. So fiel dem Herzog der gesamte Briefverkehr des Grafen in die Hände, der sich in Schloss Mattighofen befand.
Nachdem dieser gesichtet wurde, glaubte der Herzog einen Beweis für eine Verschwörung gefunden zu haben. Daraufhin wurden zahlreiche bayerische Adelige des Hochverrates angeklagt, unter anderem Wolf Dietrich von Maxlrain, Pankraz von Freyberg, die Herren von Laiming, Pelkofer, Fröschl und die Patrizierfamilie Paumgartner. Im Juni 1564 begann der Prozess in München. Schon bald zeichnete sich jedoch ab, dass die Anklagepunkte unhaltbar waren. Aber das Ziel Albrechts, dass die bayerischen Landesfürsten keine öffentlichen Forderungen nach dem Protestantismus stellen würden, war erfolgreich.
Am 10. Mai 1566 unterzeichneten Graf Joachim und seine mitangeklagten Landesfürsten auf dem Reichstag zu Augsburg eine Erklärung, dass keiner von ihnen Aufruhr im Sinn gehabt hätte. Die Angeklagten wurden freigesprochen und konnten nachhause zurückkehren. Joachim erhielt vorübergehend die bayerischen Lehen zurück. Die Ortenburger Adelsverschwörung war mit dieser Erklärung für den Herzog gescheitert, auch der Konflikt mit den Landesfürsten war für ihn hiermit beendet. Doch der Konflikt mit Ortenburg sollte in den folgenden Jahrzehnten noch andauern.

## Auswirkungen
Auch wenn Herzog Albrecht V. in diesem Konflikt nicht glanzvoll siegte, so war er Vorbild für andere europäische Staaten für den Kampf gegen die Reformation in ihrem Reiche. Albrecht erreichte trotz des verlorenen Prozesses im Jahre 1564, dass die bayerischen Landesfürsten nun in der Frage nach der Gleichstellung der beiden Glaubensrichtungen in seiner Amtszeit verstummten, als auch in der seines Nachfolgers. Dies sollte bis zum Dreißigjährigen Krieg so bleiben.
Der bayerisch-ortenburgische Konflikt mit Joachim, der im Jahre 1600 starb, und seiner reichsfreien Grafschaft um Ortenburg setzte sich aber noch bis ins Jahre 1602 fort. Ortenburg sollte aber auch weiterhin für viele Protestanten ein Zufluchtsort werden. Während des 17. Jahrhunderts war der sogenannte Geheimprotestantismus in Österreich weit verbreitet. Viele Einwohner aus dem Land ob der Enns und sogar aus dem Goiserer Tal pilgerten heimlich zum Abendmahl nach Ortenburg. Ebenso bot die Grafschaft während des Dreißigjährigen Krieges, nach der erzwungenen Emigration von Protestanten aus Österreich, vielen Zuflucht und Unterkunft und für manche auch eine neue Heimat.
1563 führte Nikolaus III. von Salm-Neuburg, ein Neffe des Passauer Bischofs Wolfgang von Salm, die Reformation in der Grafschaft Neuburg am Inn ein. Im Gegensatz zum nahegelegenen Ortenburg konnte Neuburg den lutherischen Glauben nicht beibehalten, da es habsburgisches Lehen war. Nach der erstarkten Rekatholisierung in Österreich ab 1620 wurde auch in Neuburg die Reformation rückgängig gemacht. Für das Herzogtum Bayern als Ganzes hatte die Ortenburger Adelsverschwörung zur Folge, dass die Gegenreformation sich sehr stark ausgeprägte und Bayern nachhaltig katholisch blieb. Einer der wenigen Orte in Altbayern, deren Bevölkerung bis heute evangelisch ist, ist der Markt Ortenburg.